# Maromme
Maromme – miejscowość i gmina we Francji, w regionie Normandia, w departamencie Sekwana Nadmorska.
Według danych na rok 1990 gminę zamieszkiwały 12 744 osoby, a gęstość zaludnienia wynosiła 3178 osób/km² (wśród 1421 gmin Górnej Normandii Maromme plasuje się na 16. miejscu pod względem liczby ludności, natomiast pod względem powierzchni na miejscu 769.).

## Współpraca
Miejscowość partnerska:
- Binche, Belgia